# 本莊站 (福井縣)
- 關於曾經位於岐阜縣的車站，請見「本莊站 (岐阜縣)」。
- 關於位於秋田縣的車站，請見「羽後本莊站」。
- 關於曾經名為電鐵本莊站的車站，請見「播磨町站」。
- 關於名為本庄站的車站，請見「本庄站 (埼玉縣)」。

本莊站（日语：／ Honjyo eki */?）是位於福井縣蘆原市二面，越前鐵道的三國蘆原線車站。車站編號為E38。

## 歷史
- 1928年12月30日：車站啟用[2]。
- 2001年6月25日：由於越前本線事故（日语：京福電気鉄道越前本線列車衝突事故），京福電氣鐵道被勒令停運所有路線，本站亦被暫停服務[3][4]。
- 2003年：

- 2月1日：車站設施轉讓至越前鐵道。
- 8月10日：路線重開。

- 2011年7月25日：車站大樓登錄為國家登錄有形文化財[1]。
- 2024年10月11日：越前鐵道及福井鐵道均可使用ICOCA及全國通用IC卡付款[7][8]。

## 車站構造

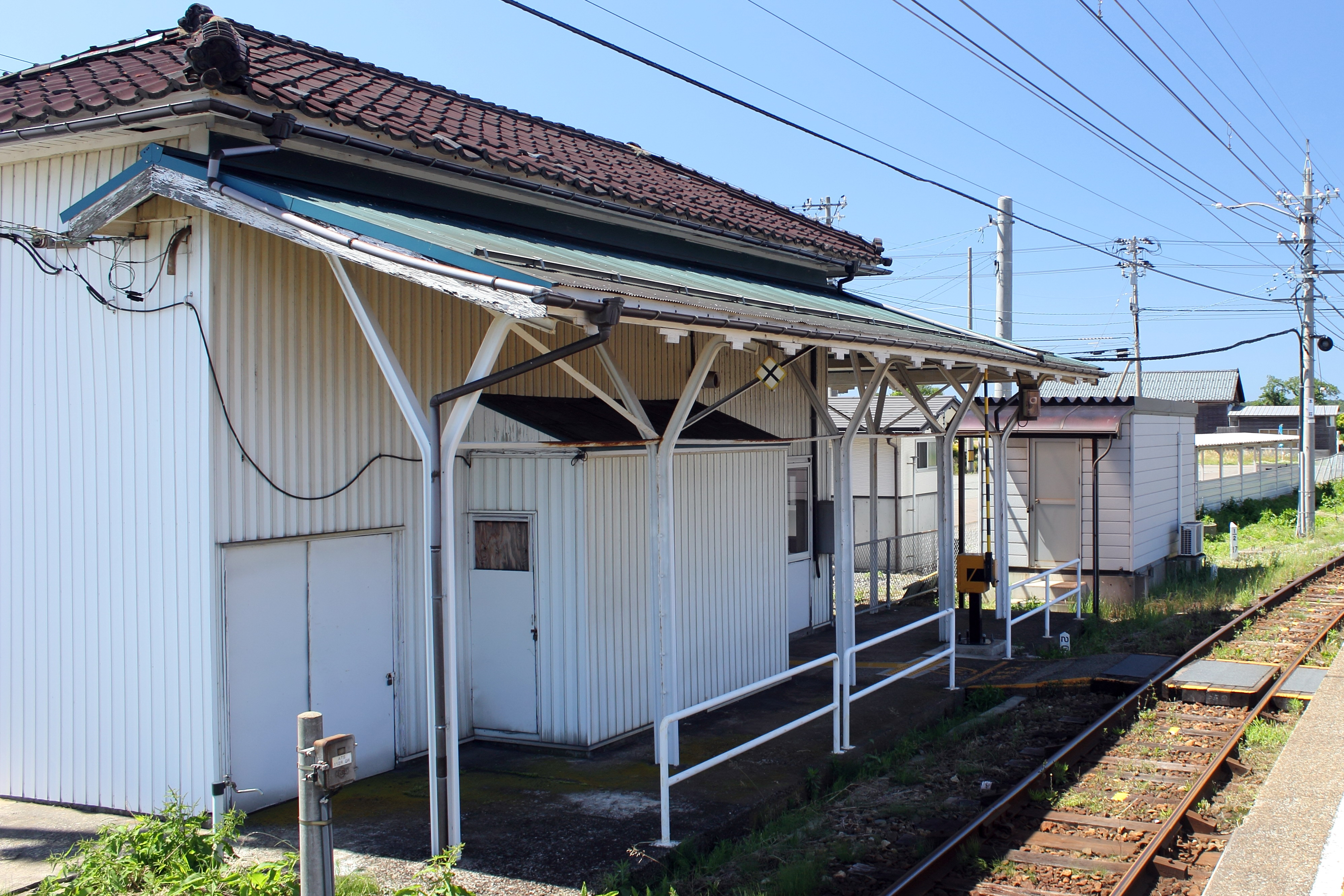
使用古老路軌造成的屋柱

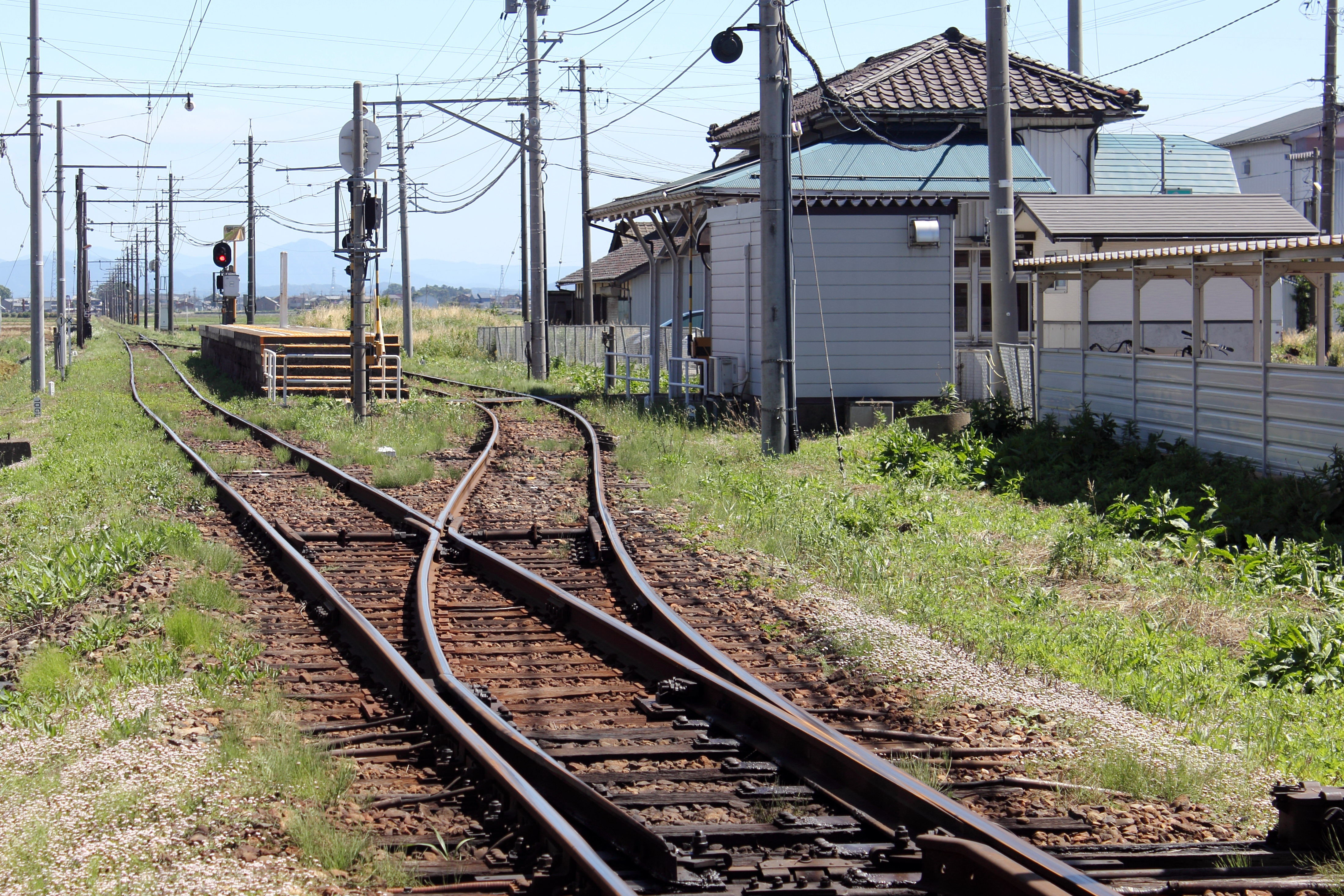
月台

車站是一座地面車站，設有1面2線島式月台。站內平交道設有警報機。
車站大樓位於車站西邊，同時已經登錄為國家登錄有形文化財。車站大樓是一座木製建築物，設有四坡屋頂，建築面積61平方米。正面入口上設有半山牆屋頂。
車站對出設有單車停泊場和停車場（15架）。

### 月台
| 月台         | 路線        | 上下行 | 備註     |
| ------------ | ----------- | ------ | -------- |
| 車站大樓一方 | ■三國蘆原線 | 下行   | 三國方向 |
| 車站大樓對面 | ■三國蘆原線 | 上行   | 福井方向 |

## 使用狀況
以下為1日平均上下車人次列表：
| 上下車人次變化 | 上下車人次變化 |
| 年度           | 1日平均人次    |
| -------------- | -------------- |
| 2011年         | 109            |
| 2012年         | 122            |
| 2013年         | 117            |
| 2014年         | 115            |
| 2015年         | 102            |
| 2016年         | 100            |
| 2017年         | 103            |
| 2018年         | 107            |
| 2019年         | 122            |
| 2020年         | 110            |
| 2021年         | 56             |

## 車站周邊
站前設有一些村落，在村落外邊為稻田。在車站內可看見穀倉塔。
- 蘆原市本莊小學（日语：あわら市本荘小学校）

## 相鄰車站
越前鐵道
■三國蘆原線
□快速（只有上行班次）
大關（E37）←本莊（E38）←蘆原湯之町（E40）
■普通
大關（E37）－本莊（E38）－番田（E39）

## 注腳
1. 1 2 3   - 線上文化遺產（文化廳） （日語）
2. 1 2 3  川島 2010，第85頁.
3. 1 2 3  朝日 2011，第9頁.
4. ↑  京福 2003，第34頁.
5. ↑  京福 2003，第143頁.
6. ↑  安田・松本 2017，第10頁.
7. ↑  えちぜん鉄道と福井鉄道 交通系ＩＣカード導入１０月１１日〜 （页面存档备份，存于），NHK News，2024年9月22日。
8. ↑  えちぜん鉄道と福井鉄道が交通系ICカード導入　10月11日からICOCA、Suicaなどでキャッシュレス決済対応 （页面存档备份，存于），福井新聞，202年9月7日。
9. ↑  國土數値情報　駅別乗降客數データ - 統計情報リサーチ，2024年2月11日閱覽。

## 外部連結
- 本莊站 （页面存档备份，存于）（日語） - 越前鐵道
- - 國指定文化財等數據庫（日語）